# 相馬叙胤
相馬 叙胤（そうま のぶたね）は、江戸時代前期から中期の大名。

## 概要
相馬氏第22代当主。陸奥相馬中村藩第6代藩主。出羽久保田藩主・佐竹義処の次男。母は出雲松江藩主・松平直政（越前松平家）の娘。正室は5代藩主・相馬昌胤の娘。子女に徳胤（三男）、養子尊胤（実父は相馬昌胤）らあり。幼名は仁寿丸。通称は求馬。諱は佐竹氏時代は義珍。後に相馬氏に入って宣胤、叙胤。後に官位は従五位下、図書頭、長門守。

## 経歴
元禄5年（1692年）12月15日、佐竹家の次男として、将軍徳川綱吉に御目見する。元禄9年（1696年）7月25日、陸奥相馬中村藩主・相馬昌胤の婿養子となる。同年7月28日、将軍徳川綱吉に御目見する。同年12月22日、従五位下図書頭に叙任する。元禄14年（1701年）2月11日、養父・昌胤の隠居にともなって、家督を相続した。宝永5年（1708年）5月15日、長門守に遷任。宝永6年（1709年）6月5日、隠居し、養子・尊胤（実父は昌胤）に家督を譲った。正徳元年（1711年）4月20日、中村において死去、35歳。

## 系譜
父母
- 佐竹義処（実父）
- 鶴姫 ー 松平直政の娘（実母）
- 相馬昌胤（養父）

正室
- 品姫 ー 相馬昌胤の娘

子女
- 相馬徳胤（三男）生母は品姫（正室）

養子
- 相馬尊胤 ー 相馬昌胤の次男